# 엘프로스
엘프로스는 엘리사에서 만드는 방향제의 대표적인 브랜드이다.
향이 은은하고 바디감이 뛰어나고 처음과 끝의 향이 같을수있도록 R&D집중하고있다.
1급 조향사가 조향을 하며 부드럽고 은은한 향을 만들기위해 노력중이다.
대표향 : 블랙체리/일랑일랑/작은숲/블랑/블루밍 코튼/화이트 머스크.
착한기업에 선정이 되었으며, 수익금액의 일정 금액을 도네이션하고 있다.
엘리사는 2018년 11월에 창섭을 했고, 착한기업으로 선정. 
공식몰: https://elisha.kr/